# International Image Interoperability Framework

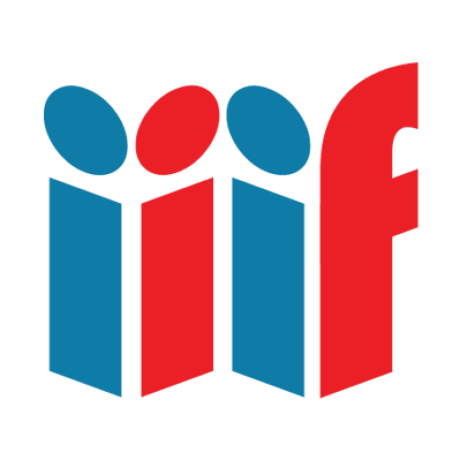
IIIFのロゴ

International Image Interoperability Framework（略: IIIF）とは、画像へのアクセスを標準化し相互運用性を確保するための国際的なコミュニティ活動である。ウェブの画像を記述し配信するための標準化された方法や、画像の構造化配列に関する「プレゼンテーションベースのメタデータ」（構造的なメタデータ）を提供するためのアプリケーションプログラミングインタフェースが複数定義されている。もし芸術作品、書籍、新聞、原稿、地図、巻物、単一シートのコレクション、アーカイブ素材を保有する機関がそれらの概念にIIIFのエンドポイントを提供した場合、IIIF対応のビューアーやアプリケーションは画像と構造化及びプレゼンテーションメタデータを使用や表示をすることが出来る。
特定の閲覧アプリケーションにインターネット上にある特定のコレクションの内容に繋がる多くのデジタル化プログラムが存在するが、通常数多くのコレクションが相互運用できなかったり、エンドユーザーや機関がデジタル化された素材を使用するために選んだビューアーに取り替えることもできない。IIIFはリポジトリ間の相互運用を可能にしたり互換性のあるサーバーや閲覧アプリケーションでの需要を育てるためにクライアントとサーバー両方で共有技術を洗練するのが目的である。

## 画像API
作成された高解像度ソース画像に対応した画像APIエンドポイントの主な利用目的はOpenSeadragonといったディープズーム形式の閲覧ツールで使用するために低解像度タイルをリクエストするクライアントを許可するためにある。

## プレゼンテーションAPI
機関は各書籍、芸術作品、原稿、その他文化財の構造を記述したマニフェスト（JSON-LDドキュメント）を発行することができる。マニフェストは画像APIエンドポイントへの参照で構成される。マニフェストを使用する閲覧アプリケーションはページごとのナビゲーションや画像の拡大表示や画像注釈といった機能を実装することでアーティファクトへの一貫したユーザーエクスペリエンスを生成することができる。

## 検索API
IIIFの検索APIは「マニフェスト、範囲、コレクションといった単一のIIIFリソースにある注釈コンテンツを検索」できるようにしている。

## 使用例
過去に散逸した原稿で、現在様々なコレクションに散在している場合、もし各コレクションが画像APIを通じてデジタル化した画像を公開した場合、研究者は互換性のあるビューアーで原稿のための単一の一貫したユーザーエクスペリエンスを提供するためのデジタル的に組み替えたマニフェストを構築し公開することができる。

## 歴史
画像APIは2011年末に大英図書館、スタンフォード大学、ボドリアン図書館群（オックスフォード大学）、フランス国立図書館、ノルウェー国立図書館、ロス・アラモス国立研究所研究図書館、コーネル大学との共同作業として提唱され、2012年にバージョン1.0が公開された。
プレゼンテーションAPIのバージョン1.0が2013年に、2016年に検索APIが公開された。

## 主なIIIFのAPI対応ソフトウェア

### 画像サーバー
- Loris IIIF Image Server[11]
- IIPImage[12]
- digilib[13]
- Djatoka (with helper)[14]

### ビューアー / クライアントライブラリ
- OpenSeadragon[15]
- Mirador[16]
- Wellcome Player[17] / British Library Universal Viewer[18]
- IIIFViewer[19]
- Leaflet-IIIF[20]
- IIPMooViewer[21]
- iNQUIRE[22]